# Прекрасное
Прекрасный человек прекрасен только на миг
Прекра́сное — центральная эстетическая категория, предмет изучения эстетики как философской дисциплины. Понятие «прекрасное» связано с понятием «красота», однако не тождественно с ним.
Противоположностью прекрасного является безобразное.
В категории прекрасного отражены явления действительности, произведения искусства, которые доставляют человеку чувство наслаждения, а также воплощают в предметно-чувственной форме свободу и полноту творческих, познавательных способностей человека. Прекрасное — наивысшая эстетическая ценность. Прекрасное совпадает с представлениями о совершенстве или благе. В философии Прекрасное — основная позитивная форма освоения бытия. Прекрасное всегда связано с понятием эстетического идеала. Наиболее близкие по значению понятия: гармоничное, совершенное, красота, красивое.
Прекрасное у Канта
Прекрасное является одним из центральных понятий эстетической системы Иммануила Канта, которую он изложил в работе «Критика способности суждения». Кант определяет прекрасное — как то, что нравится всем без [посредничества] понятия. Эстетическая способность человека — есть способность испытать чувство удовольствия (благорасположения). При этом Кант разделяет категории возвышенного и прекрасного — их различие состоит в том, что возвышенное относится непосредственно к самим объектам, тогда как прекрасное описывает их форму.
В эстетике существует несколько моделей понимания прекрасного:
1. Идеалистическая модель. Прекрасное понимают как воплощение Бога или абсолютной идеи в конкретных вещах или явлениях.
2. Субъективистская модель. Прекрасное не есть объективное. Источником прекрасного выступает сам человек, его сознание.
3. Материалистическая модель. Прекрасное — естественное проявление объективных свойств действительности, наиболее близкое к природе.
4. Релятивистская модель. Прекрасное — это соотношение объективных сторон бытия с человеком как мерой красоты.

Характерные особенности прекрасного:
- Прекрасное имеет объективную основу, отраженную в так называемых универсальных канонах или законах красоты: гармонии, симметрии, меры;
- как правило, прекрасное имеет также конкретно-исторический характер;
- представления о прекрасном зависит от конкретных социальных условий жизни человека, от его образа жизни и стиля жизни;
- идеал прекрасного также связан с особенностями национальной культуры;
- субъективное понимание прекрасного обусловлено уровнем индивидуальной культуры, особенностями эстетического вкуса личности.

Л. Н. Столович писал: «Прекрасное имеет четыре вида: оно справедливо, мужественно, упорядоченно и разумно, ибо именно эти свойства присущи прекрасным поступкам».
Вольтер говорил: «Даже дурной человек признает прекрасными добродетели, хотя и не тщится им подражать. Следовательно, прекрасное, которое поражает лишь наши внешние чувства, воображение, подчас относительно. Не таково прекрасное, если оно говорит сердцу».